# Гаврилович, Андрия
Андрия Гаврилович (серб. Андрија Гавриловић, род. 13 января 1965, Белград, СФРЮ) — сербский баскетбольный тренер.

## Карьера
Гаврилович начал тренерскую карьеру в 1986 году, когда стал тренером в юношеских командах «Црвены звезды».
В сентябре 1992 года Гаврилович переехал в итальянский город Бормио. До 2003 года Андрия был тренером в нескольких академических командах Милана и в юношеской команде до 16 лет «Розето Шаркс». С 2003 по 2006 годы был ассистентом главного тренера в «Виртусе» (Болонья), а затем был ассистентом в испанской «Уникахе».
В 2008 году Гаврилович переехал в Россию и стал ассистентом Ацо Петровича в УНИКСе. В 2009 году Андрия перешёл в «Химки» и провёл в них 7 лет.
В июле 2018 года Гаврилович стал ассистентом главного тренера в «Црвене звезде». В октябре 2019 года Гарилович был назначен исполняющим обязанности главного тренера после отставки Милана Томича. В ноябре Андрия вновь вернулся на должность ассистента в «Црвене звезде».
В июне 2021 года Гаврилович стал ассистентом Серджо Скариоло в болонском «Виртусе».

## Достижения

### В качестве ассистента главного тренера
- Обладатель Еврокубка (3): 2011/2012, 2014/2015, 2021/2022
- Чемпион Единой лиги ВТБ: 2010/2011
- Чемпион Адриатической лиги: 2018/2019
- Обладатель Суперкубка Адриатической лиги: 2018
- Чемпион Сербии: 2018/2019
- Обладатель Кубка России: 2008/2009
- Обладатель Суперкубка Италии: 2021